# برج چیفلی
برج چیفلی، (به انگلیسی: Chifley Tower) آسمان‌خراش ۵۳ طبقه به ارتفاع ۲۱۶ متر، با کاربری اداری-تجاری است، که در شهر سیدنی، استرالیا مستقر می‌باشد. پروژه ساخت این ساختمان با طراحی شرکت کون پدرسون فاکس در سال ۱۹۹۰ آغاز شد و در سال ۱۹۹۲ تکمیل و افتتاح گردید.

## نگارخانه

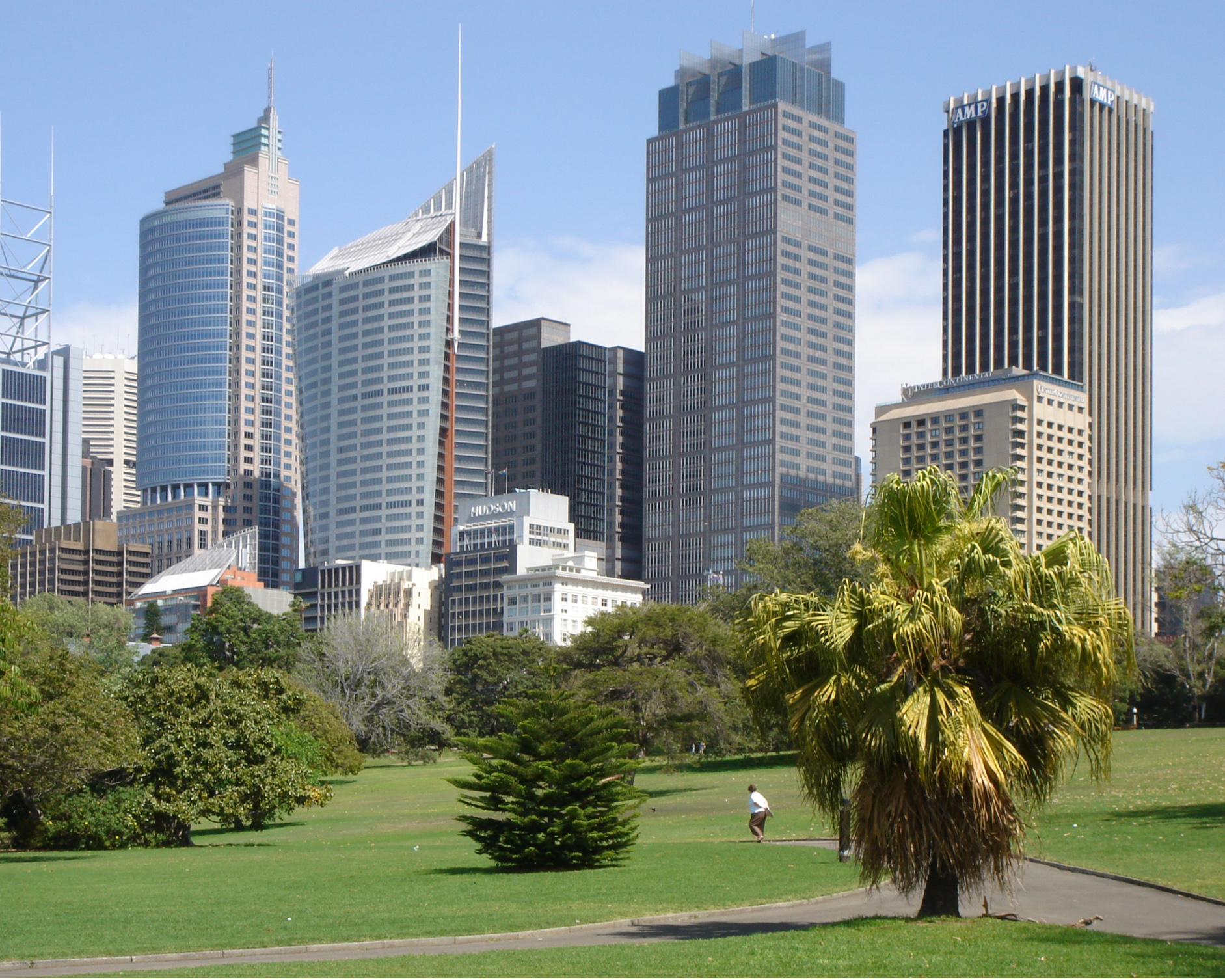
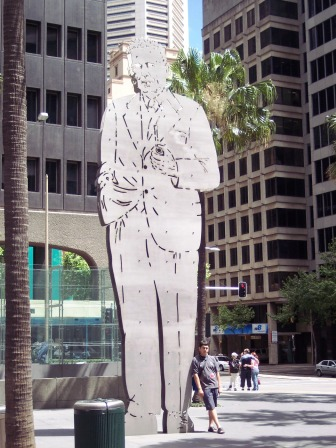